# Gabriel Le Duc

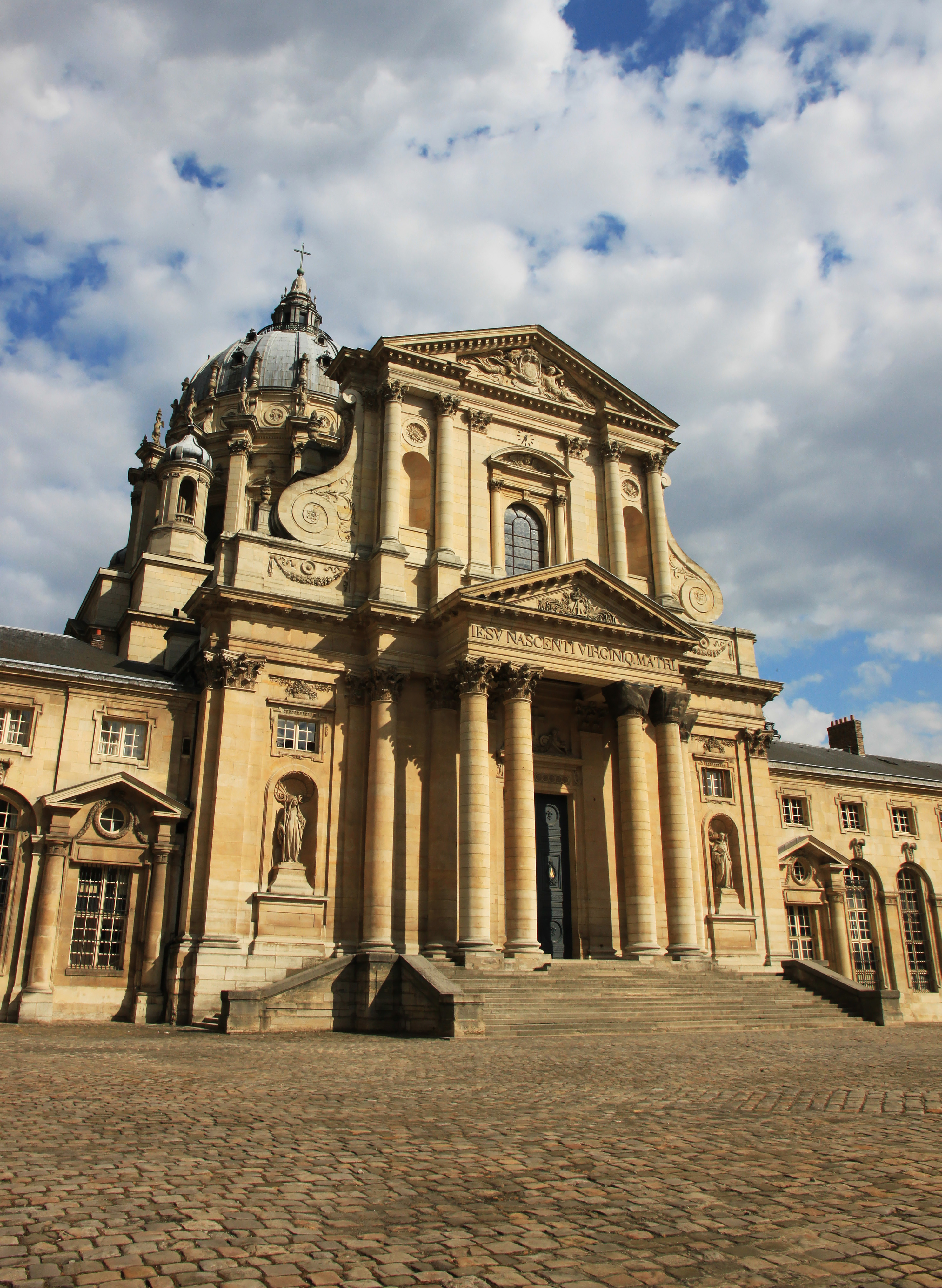
Chiesa di Val-de-Grâce a Parigi.

Gabriel Le Duc (1630 circa – 1696) è stato un architetto francese.

## Biografia
Figlio del capomastro Gabriel Le Duc e di Catherine Legrand, nel 1657 sposa a Parigi Madeleine Desforges dalla quale ha un figlio, Gilles, che diventerà avvocato eletto al parlamento.
Rimasto precocemente vedovo, nel 1672 sposa Marie Hébert dalla quale ha cinque figli: Marie Marguerite, Louis Charles Colbert detto l'abate di Maulévrier, Jacqueline Catherine e Guillaume Le Duc (1677-1752), che diventerà anch'egli un architetto come il padre. Muore a Parigi nel mese di maggio del 1696 nella sua abitazione in Rue Saint-Denis (parrocchia di Saint-Leu-Saint-Gilles).
Le Duc è attivo soprattutto a Parigi dove si è occupato della progettazione e costruzione di case di civile abitazione.
Il suo nome è associato a quello di Pierre Le Muet, con il quale ha collaborato alla costruzione dell'Ospedale militare di Val-de-Grâce a Parigi (1654-55) e alla stesura dei disegni preliminari per l'omonima chiesa (Chiesa del Val-de-Grâce) intorno al 1658, alla morte di François Mansart. Il progetto della cupola è opera di Le Duc e la cupola è una delle più rinomate di Parigi. Suo è anche il progetto del baldacchino che sormonta l'altare progettato da Michel Anguier. Successivamente, sempre con il più celebre collega francese, si è occupato del progetto e della costruzione della cupola e dei sistemi voltati della chiesa (c. 1654-65), oltre a redigere nuovi disegni a compendio del progetto realizzato da Jacques Lemercier e ancora, in seguito, rivisitato da Mansart.
In collaborazione con Le Muet e François Le Vau, partecipa ai progetti della Basilica di Notre-Dame-des-Victoires (1663) e della chiesa di Saint-Louis-en-l'Île a Parigi (1664).

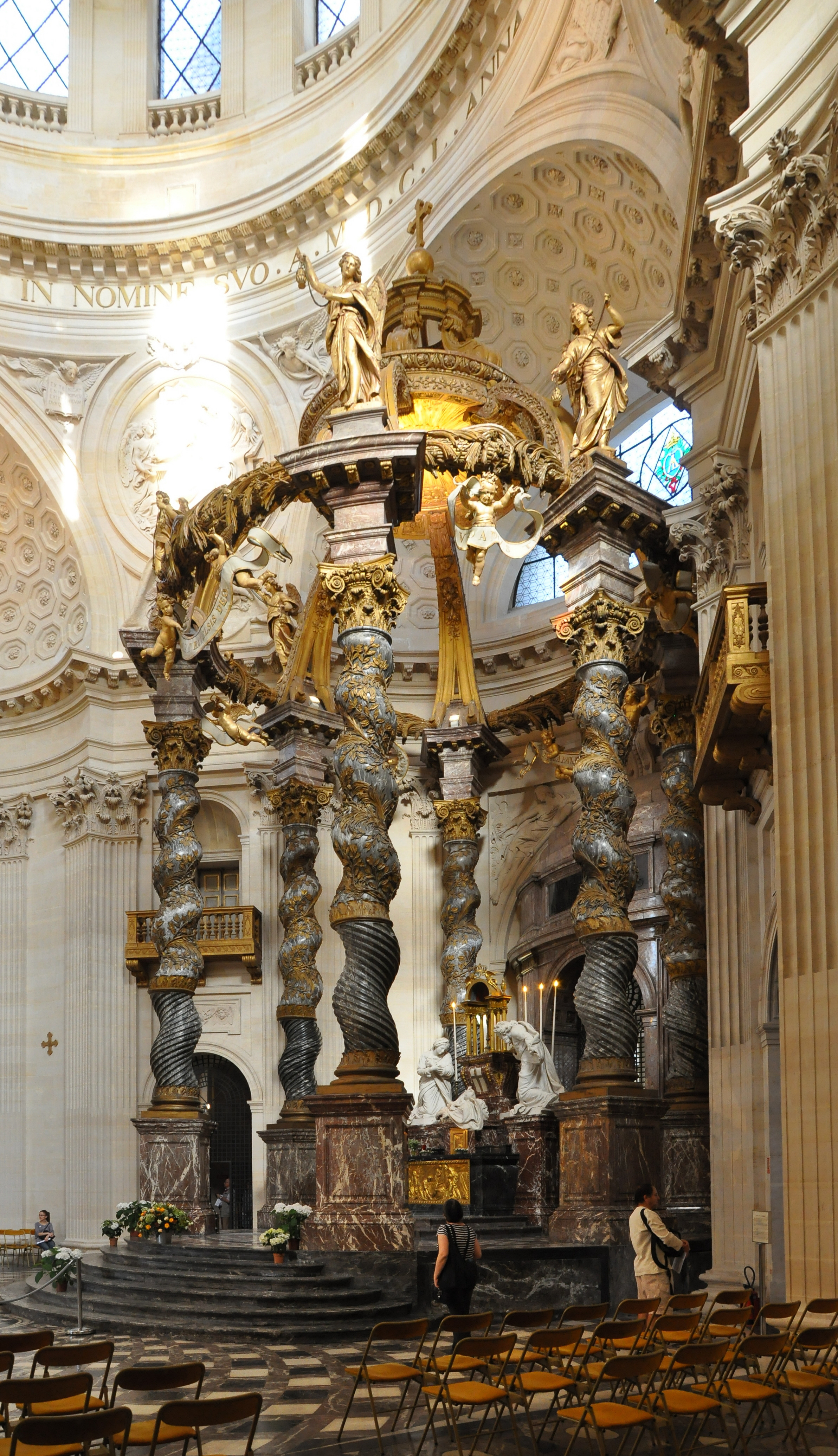
Baldacchino della chiesa di Nostra Signora dell'Ospedale del Val-de-Grace.
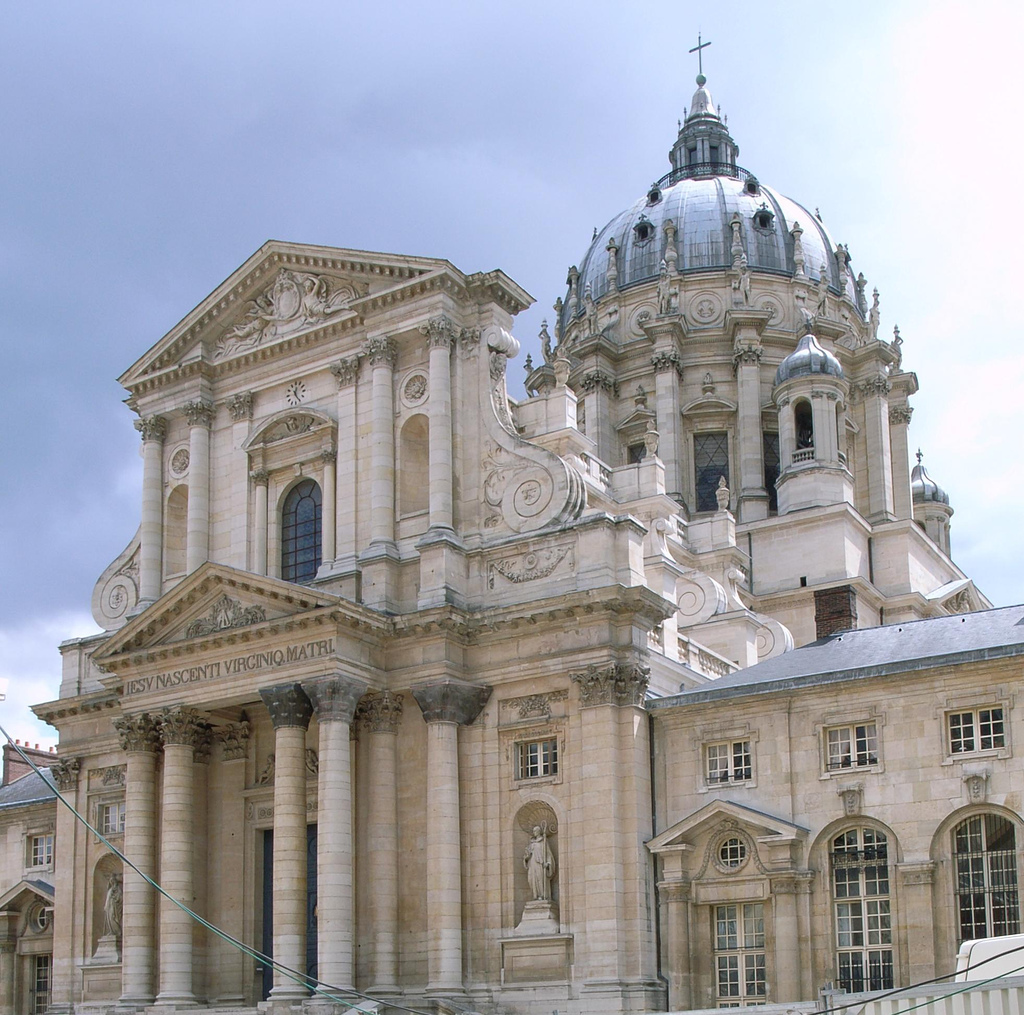
Chiesa di Nostra Signora dell'Ospedale del Val-de-Grâce.
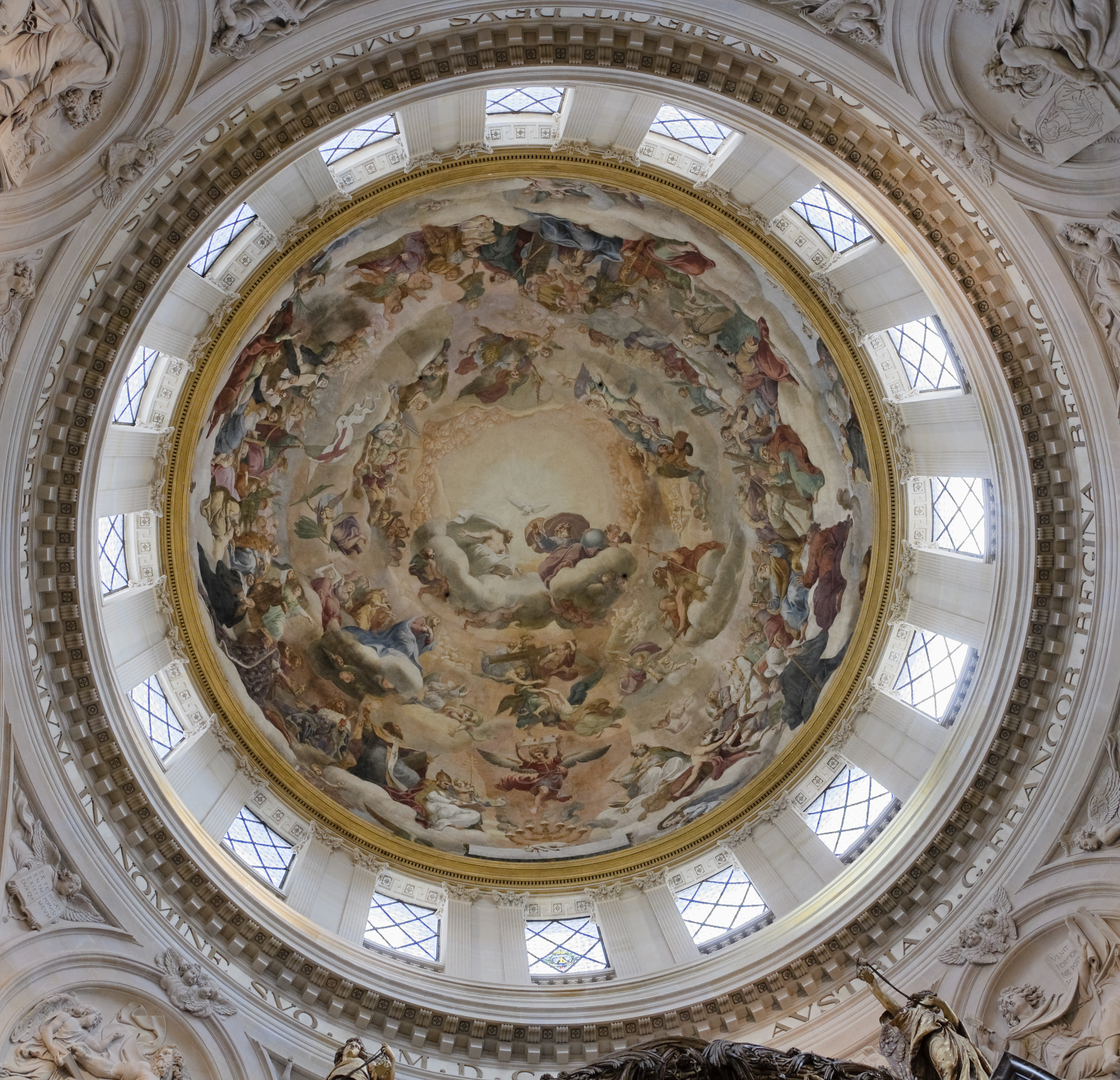
Cupola della chiesa di Nostra Signora dell'Ospedale del Val-de-Grace: affreschi opera di Pierre Mignard.